# I Still Haven't Found What I'm Looking For
I Still Haven't Found What I'm Looking For är det andra spåret på U2:s musikalbum The Joshua Tree från 1987. Låten är mycket känd och var den andra av U2:s låtar som toppade Billboards Hot 100 Chart. Den nominerades till en Grammy för bästa singel och kom trea i Rolling Stones lista för årets bästa singlar.
Under inspelningarna av The Joshua Tree lyssnade U2 en del på gospel. Ursprunget till låten kommer från en annan låt som bandet kallade "The Weather Girls". En version spelades in. Producenten Daniel Lanois gillade den inte, förutom Larry Mullen Jr:s trumspel, som senare användes som grund till I Still Haven't Found What I'm Looking For. Ingen tog det hela riktigt seriöst i början eftersom det lät som något U2 aldrig tidigare gjort. När den var inspelad insåg de dock att de hade något speciellt. Bono sjunger i sitt övre register för att nå känslan av att finna andlig längtan, vilket texten handlar om. 
Musikvideon till låten spelades in i Las Vegas efter en konsert samma kväll.
I Still Haven't Found What I'm Looking For är den låt av U2 som det görs mest covers på. År 2004 placerade Rolling Stone låten på 93:e plats på sin lista The 500 Greatest Songs of All Time. Bland andra har den amerikanska artisten Cher gjort en cover på låten, bland annat under hennes "The farewell tour" och "Cher - residency show 2008-2011".

## Publicerad i
- Ung psalm 2006 som nummer 224 under rubriken "Håll om mig – tårar, tröst och vila".[1]